# Around the Fur
Around the Fur — второй студийный альбом американской альтернативной метал группы Deftones, выпущенный 28 октября 1997 года на лейбле Maverick Records. С альбома было выпущено два сингла: «My Own Summer (Shove It)» и «Be Quiet and Drive (Far Away)». Альбом стал первым в истории группы, получивший статус золотого по версии RIAA в июне 1999 года, а в 2011 году он получил статус платинового.

## Об альбоме
Around the Fur стал вторым по счёту альбомом, в записи которого участвовал Фрэнк Делгадо в качестве приглашённого музыканта. Песня «Headup» была записана при участии Макса Кавалеры из Soulfly. Она была написана Максом и Чино чтобы выразить боль утраты Даны Уэллс, пасынка Кавалеры и друга Морено. Название группы «Soulfly» — это результат словостяжения soul и fly (буквально «полёт души»), и оно было взято из текста песни «Headup». Тексты песен с альбома были не все включены в буклет. Хороший пример песня «Lhabia»: В куплетах перед припевом Морено что-то шепчет, что трудно разобрать. Есть также пару строк отсутствующих в песне «Headup».
Обложка альбома была сделана фотографом Риком Козиком на поздней вечеринке в Сиэтле в 1997 году. В то же время Deftones записывались в Сиэтле. Козик хотел получить живые снимки людей в стиле «candid photography». На одной из таких естественных и неожиданных фотографий была запечатлена некая Лиза М. Хьюз, — так и была создана будущая обложка альбома Around the Fur. Позже фото девушки группа захотела использовать в качестве обложки к альбому. Рик Козик убедился в личности девушки, что была изображена на его фотографии, и передал данные Deftones. Группа, в свою очередь, связались с девушкой, чтобы получить её согласие на использование фото с ней. В конечном счёте Лиза согласилась. С тех пор Морено не нравится эта обложка и он называет её «ужасной».
«Когда мы вошли в студию у нас не было идеи того, что мы хотим выпустить» — сказал Морено в интервью 1998 года журналу Chart. Однако он чувствовал что альбом «встал на свое место», как только группа расположилась в студии. Группа расширила свой звук, проведя больше времени с продюсером Терри Дейтом. Эйб Каннингем расширил диапазон звучания своих барабанов и часто экспериментировал над звуком, используя разные малые барабаны почти в каждой песне. Альбом похвалили за громко-мягкую динамику, поток треков, необычный вокал Чино и углублений ритм-секций, созданных Эйбом Каннингемом и Чи Ченгом.

## Музыка и песни

### Музыка
Альбом классифицируется как ню-метал и альтернативный метал. Музыкальный критик Саби Рийес-Кулкарни из Diffuser охарактеризовал звучание альбома, как «вдохновлённый нью-вейвом и шугейзом», подытожив, что «альтернативный метал никогда не будет прежним». Также он добавил, что по сравнению с предыдущим альбомом, Adrenaline, звучание на Around the Fur стало «жирнее и тяжелее», а вокал Чино навеянный пост-панком и нью-вейвом Depeche Mode и The Cure «заставляют воспринимать всерьёз».

### Песни
- «My Own Summer (Shove It)». Чино Морено сочинил эту песню, когда после ночной репетиции он старался уснуть днём, но из-за того, что ему в глаза бил свет от солнца, Чино был не удел («See I try to look up to the sky but my eyes burn. Come (shove it, shove it, shove it), Shove (shove it, shove it, shove it), The sun (shove it, shove it, shove it), Aside»). Данная композиция была использована в саундтреке фильма Матрица.
- «Lhabia». Изначально песня должна была называться Labia, что означает часть женских гениталий (половые губы), и идея этого названия принадлежала Эйбу Каннингему. Но Чино был против и изменил его, добавив букву h. Предположительно, текст песни посвящён 16-летней девушке-проститутке с нежной оливковой кожей («Sixteen, Olive»), которая продаёт своё тело ради дозы кокаина чтобы заглушить свою зависимость («It looks and feels great but look at what It’s doing to you but that’s ok look at how it feels»).
- «Mascara». Песня посвящена первой жене Чино — Селесте Шрёдер. В тексте Чино описывает вещи в своей жене, которые ему нравятся и не нравятся («I hate your tattoos you have weak wrists but i’ll keep you 'cause it’s something about her long shady eyes»). Но подытоживая тему чего не нравится, Чино поёт, что он вероятно ещё хуже («It’s too bad you’re married to me»).
- «Be Quiet and Drive (Far Away)». В песне поётся о желании покинуть город, в котором ты застрял («This town dont feel mine I’m fast to get away — far»). И в конце, когда ты находишь человека, который может тебя отвезти, ты просишь его просто помолчать и ехать чтобы насладиться моментом ухода («I dressed you in her clothes now drive me far — away, away, away»). Также можно интерпретировать это как желание уйти от чего-то плохого; ты хочешь уйти подальше от своих проблем, но это должно быть спокойно, так, чтобы ты мог подумать о том, что происходит в твоей жизни.
- «Dai the Flu». Название песни вызывает множество споров. Есть предположение, что слово Dai в китайском языке означает «младший брат». Сестра Чи, Май Ченг, называет своего младшего брата именно так.
- «Headup». В песне есть выдержка из дневника Дана Уэллса, пасынка Макса Кавалеры, а именно: «Walk into this world with your head up high». Макс назвал свою группу Soulfly благодаря песне «Headup». Британская альтернативная рок группа Muse отмечает, что Deftones в корне оказали влияние на их творчество[19][20], и они часто используют риффы этой песни на своих концертах, в качестве аутро к песне «New Born». Также песню можно полностью услышать в фильме 2001 года «Маниакальный».
- «MX». Сначала она называлась «Max», потому что гитарный рифф был похож на то, что написал бы Макс Кавалера. Для записи дополнительного вокала, Чино попросил поучаствовать жену Эйба Каннингема — Анналинн. После долгих уговоров спеть с ним песню, Анналинн согласилась.

## Выпуск и отзывы
Альбом в целом получил положительные отзывы от музыкальных критиков. Критик AllMusic Стивен Томас Эрлевайн писал: «Deftones используют тот же альт-метал дух, что и Korn и L7, и хотя у них нет броских риффов или полностью развитого звука, Around the Fur предполагает, что они собираются войти в свои собственные». Джеймс П. Уисдом из Pitchfork описал песни из альбома как «интенсивные, резкие мелодии», в то время как Punknews.org подумал, что альбом «продемонстрировал группу, осознающую их недостатки, структуру и лирический подход, и, таким образом, в целом достигло значительного улучшения в указанных областях».

## Список композиций
Все тексты песен написаны Чино Морено, музыка — Deftones, за исключением одного трека «Headup» — Deftones и Макс Кавалера.
| №                   | Название | Длительность |
| ------------------- | --- | ------------ |
| 1.                  | «My Own Summer (Shove It)» | 3:35         |
| 2.                  | «Lhabia» | 4:11         |
| 3.                  | «Mascara» | 3:45         |
| 4.                  | «Around the Fur» | 3:31         |
| 5.                  | «Rickets» | 2:42         |
| 6.                  | «Be Quiet and Drive (Far Away)» | 5:08         |
| 7.                  | «Lotion» | 3:57         |
| 8.                  | «Dai the Flu» | 4:36         |
| 9.                  | «Headup» (feat. Макс Кавалера; цифровое издание содержит версию длиною в 6:13)                                                                                                | 5:12         |
| 10.                 | «MX» («MX» заканчивается на 4:52, но трек содержит две скрытые песни: «Bong Hit» (19:32–19:55) и «Damone» (32:44–37:18); версия альбома на виниле не содержит скрытых треков) | 37:18        |
| Общая длительность: | Общая длительность: | 73:55        |

## Участники записи
| Deftones - Чино Морено — вокал - Стивен Карпентер — гитара - Чи Ченг — бэк-вокал, бас-гитара - Эйб Каннингем — барабаны Приглашённые музыканты - Макс Кавалера — вокал, гитара («Headup») - Фрэнк Делгадо — аудио-эффекты («My Own Summer (Shove It)», «Around the Fur», «Dai the Flu», «Headup» и «MX») - Анналинн Каннингем — вокал («MX») | Производственный персонал - Терри Дейт — продюсер, звукорежиссёр, микширование - Ульрих Уайлд — микширование, звукорежиссёр - Тед Дженсен — мастеринг - Мэтт Бэйлз — ассистент звукорежиссёра - Стив Дарки — ассистент звукорежиссёра - Кевин Риган — художник, дизайнер - Рик Козик — фотограф |

## Чарты и сертификации
| Чарт (1997)          | Высшая позиция |
| -------------------- | -------------- |
| Dutch Albums Chart   | 99             |
| Finnish Albums Chart | 32             |
| French Albums Chart  | 41             |
| German Albums Chart  | 24             |
| UK Albums Chart      | 56             |
| Billboard 200        | 29             |
| Top Heatseekers      | 1              |

| Год  | Сингл                           | Высшая позиция | Высшая позиция |
| Год  | Сингл                           | US Main.       | UK             |
| ---- | ------------------------------- | -------------- | -------------- |
| 1997 | «My Own Summer (Shove It)»      | —              | 29             |
| 1998 | «Be Quiet and Drive (Far Away)» | 29             | 50             |

| Регион                                                      | Сертификация | Продажи    |
| ----------------------------------------------------------- | ------------ | ---------- |
| Австралия (ARIA)                                            | Золотой      | 35 000^    |
| Великобритания (BPI)                                        | Золотой      | 100 000^   |
| США (RIAA)                                                  | Платиновый   | 1 000 000^ |
| ^ Данные о тиражах приведены только на основе сертификации. |              |            |